# Министерство науки и технологий Индии
Министерство науки и технологий Индии отвечает за разработку и администрирование норм, правил и законов, касающихся науки и техники в Индии.

## Структура
- Департамент по атомной энергии
  - Атомный совет по регулированию энергетики
  - Комиссия по атомной энергии
  - Совет по радиационной и изотопной технологии
  - Государственный сектор
    - Корпорация электроники Индии
    - Индийская редкоземельная корпорация
    - Ядерно-энергетическая корпорация Индии
    - Урановая корпорация Индии

  - Сектор развития и исследований
    - Атомный исследовательский центр
    - Атомное Управление по разведке полезных ископаемых и исследований
- Центр атомных исследований Индиры Ганди
  -     - Центр перспективных технологий Раджи Раманны
    - Циклотронный центр переменной энергии

  - Сектор автоматизированного управления
    - Институт фундаментальных исследований
    - Центр выдающихся достижений в области фундаментальных наук
    - Институт ядерной физики
    - Институт физики
    - Научно-исследовательский институт Хариш-Чандры
    - Институт математических наук
    - Институт исследования плазмы
    - Национальный институт образования, науки и исследований
- Департамент биотехнологии
  - Национальный Институт иммунологии, Дели
  - Центр снятия ДНК-отпечатков и диагностики
  - Институт биоресурсов и по устойчивому развитию
  - Национальный институт растениеводства и геномного исследования
  - Институт естественных наук
  - Центр биотехнологии Раджив Ганди
- Департамент научных и промышленных исследований
- Консультативный центр развития
- Совет научных и промышленных исследований
- Сектор государственных предприятий
  - Национальная научно-производственная корпорация
  - Азиатско-тихоокеанский центр по передаче технологии
- Департамент науки и технологий
  - Совет информационных технологий, прогнозирования и оценки
  - Национальный совет по аккредитации испытательных и калибровочных лабораторий
  - Национальный центр среднесрочных прогнозов погоды
- Департамент метеорологии Индии